# Knautia numantina
Knautia numantina är en tvåhjärtbladig växtart som först beskrevs av Carlos Pau, och fick sitt nu gällande namn av Devesa, Ortega Oliv., J.López. Knautia numantina ingår i släktet åkerväddar, och familjen Dipsacaceae. Inga underarter finns listade i Catalogue of Life.